# Setanta Sports
Setanta Sports è stato un gruppo televisivo di programmi a tema sportivo con sede a Dublino, Irlanda. 
L'azienda fu creata nel 1990 per facilitare la trasmissione degli eventi sportivi irlandesi per un'audience  internazionale.
Operò canali nel Regno Unito, Asia, Australia, Stati Uniti e Canada.
Nel mese di dicembre del 2015, la filiale irlandese della compagnia televisiva fu venduta ad Eir e il 5 luglio del 2016 rinominata Eir Sport.